# Kapitan korvete (Slovenska vojska)
Kapitan korvete je pomorski častniški vojaški čin v uporabi v Slovenski vojski (SV). Kapitan korvete je tako nadrejen poročniku bojne ladje in podrejen kapitanu fregate. Pomorski čini Slovenske vojske (in s tem tudi ta čin) so bili uvedeni leta 1995.
Čin je enakovreden činu majorja, ki ga uporabljajo častniki pehote oz. vojnega letalstva. V skladu s Natovim standardom STANAG 2116 čin spada v razred O-3.

## Oznaka
Prvotna oznaka čina (1995-2002) je bila ista kot oznaka major, le da je namesto lipovega lista imela sidro.
Z reformo leto 2002 je bila uvedena nova oznaka čina, ki je sestavljena iz širokega, ozkega in širokega traku s pentljo.

## Zakonodaja
Kapitane korvete imenuje minister za obrambo Republike Slovenije na predlog načelnika Generalštaba Slovenske vojske.
Vojaška oseba lahko napreduje v čin kapitana korvete, če je s činom poročnika bojne ladje razporejen na dolžnost, za katero se zahteva čin kapitana korvete ter je to dolžnost opravljal najmanj dve leti s službeno oceno »odličen«.
Pogoj za napredovanje v čin kapitana korvete pa je še opravljeno višještabno vojaško izobraževanje in usposabljanje, katerega izvaja Poveljniško-štabna šola Slovenske vojske.
Ob povišanju kapitan korvete prejme tudi malo sabljo Slovenske vojske.